# Hamataliwa cordata
Hamataliwa cordata là một loài nhện trong họ Oxyopidae.
Loài này thuộc chi Hamataliwa. Hamataliwa cordata được miêu tả năm 2005 bởi Zhang, Zhu & Da-xiang Song.